# GQ Гончих Псов
GQ Гончих Псов (лат. GQ Canum Venaticorum) — карликовая новая, двойная катаклизмическая переменная звезда типа SU Большой Медведицы (UGSU) в созвездии Гончих Псов на расстоянии (вычисленном из значения параллакса) приблизительно 3012 световых лет (около 924 парсек) от Солнца. Визуальная звёздная величина звезды — от +20m до +15,1m. Орбитальный период — около 0,086 суток (2,064 часа).
Открыта группой астрономов проекта ASAS-SN в 2013 году*.

## Характеристики
Первый компонент — аккрецирующий белый карлик.